# Resolution 1930 des UN-Sicherheitsrates
Die Resolution 1930 des Sicherheitsrats der Vereinten Nationen, die am 15. Juni 2010 verabschiedet wurde, bekräftigte alle Resolutionen zur Lage in Zypern, insbesondere die Resolution 1251 (1999), verlängerte der Rat das Mandat der Friedenstruppe der Vereinten Nationen in Zypern (UNFICYP) um weitere sechs Monate bis zum 15. Dezember 2010, während Verhandlungen zur Beilegung des Konflikts auf der Insel im Gange waren.
Die von China, Frankreich, Russland, dem Vereinigten Königreich und den Vereinigten Staaten eingebrachte Resolution wurde mit 14 Stimmen bei einer Gegenstimme der Türkei angenommen. Der türkische Vertreter erklärte, dass die Resolution 1930, wie alle früheren Resolutionen des Sicherheitsrats zur Verlängerung des Mandats der UNFICYP, so formuliert sei, als gäbe es nur eine Regierung auf der Insel.

## Resolution

### Beobachtungen
Der Sicherheitsrat stellte fest, dass die zyprische Regierung der weiteren Präsenz der UNFICYP auf der Insel zugestimmt hatte. Die Lösung des Konflikts liege in den Händen der Zyprer selbst, und es bestehe eine einmalige Gelegenheit, eine dauerhafte Einigung zu erzielen. Die Verhandlungen seien im Gange, und es bestehe weiterhin Hoffnung, dass 2010 eine Lösung gefunden werde. Er begrüßte die Umsetzung vertrauensbildender Maßnahmen sowohl durch Zypern als auch durch Nordzypern und sprach sich für die Eröffnung weiterer Grenzübergänge entlang der Grünen Linie aus.
Der Rat war weiterhin davon überzeugt, dass eine dauerhafte Lösung des Zypernkonflikts für alle Zyprer von Vorteil wäre und sich die Lage in der Pufferzone verbessern würde, wenn beide Seiten das von den Vereinten Nationen verwendete Aide-Mémoire von 1989 akzeptieren würden. Er begrüßte die Fortschritte bei den Minenräumungsmaßnahmen, die Bemühungen des Ausschusses für vermisste Personen und die Ernennung von Lisa Buttenheim zur neuen Sonderbeauftragten des Generalsekretärs und kam überein, dass die aktive Beteiligung zivilgesellschaftlicher Gruppen und die Kontakte zwischen den beiden Gemeinschaften für den politischen Prozess von wesentlicher Bedeutung sind.

### Handlung
Die Resolution begrüßte den Fortschritt der Verhandlungen und die Aussicht auf baldige Fortschritte bei der Herbeiführung einer Einigung. In diesem Zusammenhang forderte sie die vollständige Ausschöpfung der von den Vereinten Nationen unterstützten Gespräche und die Umsetzung weiterer vertrauensbildender Maßnahmen, wie sie im Bericht des Generalsekretärs dargelegt sind. Darüber hinaus wurden beide Seiten aufgefordert, an Konsultationen über die Abgrenzung der Pufferzone und das Aide-Mémoire von 1989 teilzunehmen. Die Gespräche wurden 2008 mit dem Ziel aufgenommen, auf eine biföderale, bizonale Lösung mit politischer Gleichberechtigung hinzuarbeiten.
Die türkisch-zyprische Seite wurde aufgefordert, den vor dem 30. Juni 2000 bestehenden militärischen Status quo in Strovilia wiederherzustellen. Schließlich wurde Generalsekretär Ban Ki-moon gebeten, bis zum 1. Dezember 2010 einen Bericht über die Umsetzung der aktuellen Resolution vorzulegen.